# جامع عمر أبي حفصة
جامع عمر أبي حفصة هو من مساجد العراق التاريخية الأثرية في محافظة ديالى، وبني في عهد الدولة العثمانية عام 1224 هـ/1810م، ويقع في خانقين في محلة الجامع، قرب محطة البريد، في الخان القديم (آسكي خان)، وتبلغ مساحته 600م2 تقريباً، وهدم وأعيد بناؤه عام 1386هـ/1967م، ولا يزال المبنى على هيئته القديمة منذ ذلك الوقت، وللمسجد أهمية في محافظة ديالى من قبل المسلمين، ومن الشخصيات المعروفة التي زارته الشيخ جمال الدين الأفغاني في وقت إقامتهِ بالمدينة.
وتقام في المسجد حاليا صلاة الجمعة وصلاة العيدين والصلوات الخمس، بالإضافة إلى اقامة دورات لتعليم القرآن في العطلة الصيفية لطلاب المدارس.

## سقوط المنارة
في عام 2017 تحديداً في شهر نوفمبر سقط الجزء الاعلى للمنارة ليلاً بسبب زلزال اصاب مدينة خانقين، ولكن من دون إي خسائر بشرية.